# Golovec (Ljubljana)
Golovec ist der Name des Stadtbezirks 5 der slowenischen Hauptstadt Ljubljana. Er ist nach dem Höhenzug Golovec benannt, an dessen nördlichem Fuß er liegt. Der Bezirk grenzt an die Stadtbezirke Moste im Norden (getrennt durch die Ljubljanica), Center im Westen jenseits des Gruberkanals, Rudnik im Westen und Sostro im Osten (jenseits der Autobahn A1). Er umfasst die Ortschaften Stare Fužine und Bisovik am rechten Ufer der Ljubljanica, Štepanja vas sowie Zgornja und Spodnja Hrušica.

## Sehenswürdigkeiten

### Bizovik

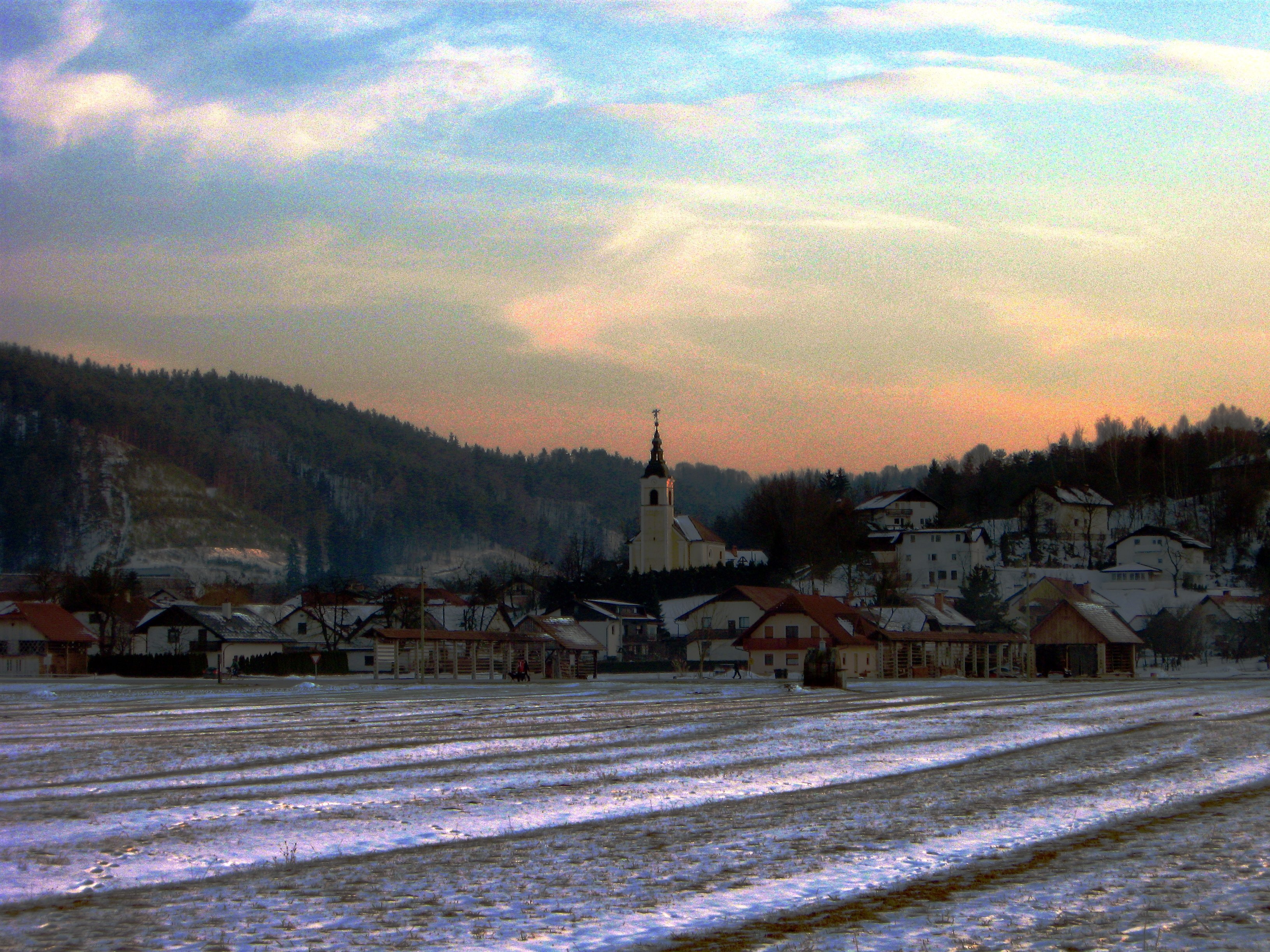
Bizovik

Das Dorf Bizovik (in älteren Quellen auch Bezovik, Deutsch: Wisowik) liegt direkt am Fuß des Golovec-Höhenzugs. Der Ort wurde erstmals im 13. Jahrhundert unter dem Namen Holern dokumentiert und 1982 nach Ljubljana eingemeindet. Die östliche Umgehungsstraße von Ljubljana (Strmec- und Golovec-Tunnel) und der Weg der Erinnerungen und Kameradschaft führen an der Siedlung vorbei. In früheren Zeiten war die lokale Nikolauskirche ein Wallfahrtsort für Bootsleute und Fischer aus Trnovo.

### Štepanja Vas
Štepanja Vas (Deutsch: Stefansdorf) wurde erstmals Ende des 16. Jahrhunderts erwähnt. und 1953 nach Ljubljana eingemeindet. Bis zum Ersten Weltkrieg pilgerten Fuhrleute und andere Pferdebesitzer am Stephanstag und an Weihnachten zur lokalen St. Stephanskirche und brachten Wachspferde als Votivgaben mit, um den Schutz des Heiligen für ihre Pferde zu erbitten.

### Zgornja und Spodnja Hrušica
Zgornja und Spodnja Hrušica (Deutsch: Ober- und Unterbirnbaum; Hruška = Birne auf Slowenisch) wurden im 13. Jahrhundert als Pirpoum und Ende des 15. Jahrhunderts unter dem Namen in der Grusnitz beschrieben und 1982 nach Ljubljana eingemeindet.